# 鈴木康志
鈴木 康志（すずき やすし、1956年4月15日 - 2023年5月7日）は、日本のシンガーソングライター、音楽プロデューサー。

## プロフィール
福島県いわき市出身。1986年、高橋佳生と"SCREEN"（ex.エリカ　1985年に改名）としてアポロンよりデビューし、シングル2枚とアルバム1枚をリリース。
1989年に解散後、ソロ活動。東芝EMIから1枚、日本コロムビアからオムニバスアルバムを2枚リリース。作曲家としても楽曲提供を始める。
ほぼ同時期に、さだまさしプロデュースによるコーラス・グループ白鳥座（第3期）にボギー鈴木名義でギタリストとして参加。その後、佐田玲子のソロ活動に伴い、ボーカルに転向。1990年7月10日発売のさだまさしwith 白鳥座「長崎から」にボーカルとして参加。
1991年、白鳥座活動停止。同年、ビーイングにて、ディレクター、音楽プロデューサーとして、近藤房之助、REV、PAMELAH、Beachesなど新人アーティストを中心に手掛けながら、自身もアーティスト（コーラス、コーラスアレンジ、アコースティック・ギター）として、B'z、大黒摩季、ZARD、TUBEなどの作品に数多く参加。
その後、日音にて、プロデューサーとして新人発掘育成に取り組む傍ら、音楽専門学校にて講師を務める。近年は株式会社ラッシュの代表としてアーティストのプロデュースを手掛けつつ、ボーカルスクール「studio RUSH」にて、アマチュアからプロまで多数のスクール生を指導。全日本カラオケグランプリ、カラオケ ワールド チャンピオンシップスの日本大会、アジア大会など、様々なカラオケ大会等の審査員もつとめる。2013年、ボーカルテクニックに関する独自の理論、指導法をまとめた著書「もう一曲聴きたい!と言わせるヴォーカルテクニック」を上梓。
2014年、28年ぶりにSCREENとしての活動を再開。シングル「夢ふたたび」をリリース。2015年、初のソロアルバム「Dearly」リリース。2016年、SCREEN アルバム「ひだまり」リリース。2017年12月〜2018年1月、NHK教育テレビジョンの「趣味どきっ!あなたもカラオケマスター」に出演。レッスン内容・テキストの監修も担当。
2023年、5月7日に死去したことを自身が代表をつとめる音楽制作会社「ラッシュ」の公式Twitterで発表、67歳没。

## 楽曲提供作品

### 作詞・作曲
- たま&エミー「恋の花咲くお年ごろ」
- クリス・ハート「memento」

### 作曲
- 池田聡「First of September -空色のバス-」
- 髙橋真梨子「家」
- 野口五郎「ストレンジャー」
- 松崎しげる「星の夜だから」
- 未来-MIKU-「愛する人」
- 渡辺真美「東京フラワー」

他多数

### 編曲
- 織田哲郎「Summer Dream」

他多数

## プロデュース及びディレクション作品
- 森下由実子 「TEARS」 Al.「KICK OFF」
- 中原薫 「街中の素敵みんな着飾って」
- REV 「抱きしめたい」 Al.「REV」
- 近藤房之助「夢の尻尾」
- PAMELAH 「LOOKING FOR THE TRUTH」 Al.「TRUTH」「PURE」
- 出口雅之「奇跡の風」 Al.「EGOIST」
- Misty Eyes「CAN'T STOP LOVING」
- elika「Smile Again」
- DOGGY BAG  「扉」「ミレニアムベイビー」
- 未来-MIKU- 「素直になれなくて」「HANABI」
- Peach Jam「一生分の愛を君に」

他多数

## レコーディング参加作品
（コーラス、コーラスアレンジ、アコースティック・ギター）
B'z 、大黒摩季、ZARD、TUBE、織田哲郎、WANDS、T-BOLAN、DEEN、REV、近藤房之助、PAMELAH、宇徳敬子、出口雅之、未来-MIKU-　他多数